# 1933 en mathématiques
| Années des mathématiques : 1930 - 1931 - 1932 - 1933 - 1934 - 1935 - 1936    |
| Décennies des mathématiques : 1900 - 1910 - 1920 - 1930 - 1940 - 1950 - 1960 |

Cet article présente les faits marquants de l'année 1933 en mathématiques.

## Naissances
- 4 février : Guy Brousseau (mort en 2024), didacticien des mathématiques français.
- 8 février : Gérard Vergnaud (mort en 2021), mathématicien, philosophe, éducateur et psychologue français.
- 9 février : Uta Merzbach (morte en 2017), mathématicienne américaine.
- 7 mars : Victor Khavine (mort en 2015), mathématicien russe.
- 22 mars : Gerald E. Sacks, mathématicien logicien américain.
- 13 avril : Charles Dacre Parsons (mort en 2024), philosophe et mathématicien américain.
- 22 mai : Chen Jingrun (mort en 1996), mathématicien chinois.
- 4 juin : Richard Askey, mathématicien américain.
- 28 juin : Morris Hirsch, mathématicien américain.
- 3 juillet : Frederick J. Almgren (mort en 1997), mathématicien américain.
- 20 juillet : Ciprian Foiaș (mort en 2020), mathématicien roumain naturalisé américain.
- 1er août : Pierre Gabriel (mort en 2015), mathématicien français.
- 8 septembre : Hoàng Xuân Sính, mathématicienne vietnamienne.
- 3 octobre : Wolfgang Schmidt, mathématicien autrichien.
- 1er novembre : Dwijendra Kumar Ray-Chaudhuri, mathématicien indo-américain.
- 21 novembre : Etta Zuber Falconer (morte en 2002), mathématicienne américaine.
- 5 décembre : 
  - Shi Zhongci (mort en 2023), mathématicien chinois.
  - Pierre Rosenstiehl, mathématicien français.
- 21 décembre : Richard Swan, mathématicien américain.
- 28 décembre : Anatoli Vershik, mathématicien soviétique et russe.

## Décès
- 18 janvier : Pierre Cousin (né en 1867), mathématicien français.
- 8 février : Francisco Gomes Teixeira (né en 1851), mathématicien portugais.
- 24 février : Eugenio Bertini (né en 1846), mathématicien italien.
- 25 février : Jules Andrade (né en 1857), mathématicien, physicien et horloger français.
- 16 mars : Alfréd Haar (né en 1885), mathématicien hongrois.
- 21 mars : Enrico D'Ovidio (né en 1843), mathématicien et homme politique italien.
- 7 avril : Raymond Paley (né en 1907), mathématicien anglais.
- 19 avril : Ernest William Hobson (né en 1856), mathématicien anglais.
- 30 mai : Semion Gerschgorin (né en 1901), mathématicien soviétique (biélorusse).
- 25 octobre : Albert Wangerin (né en 1844), mathématicien allemand.
- 29 octobre : Paul Painlevé (né en 1863), mathématicien et homme politique français.
- 7 décembre : James Cullen (né en 1867), jésuite et mathématicien irlandais.
- 15 décembre : Ludwig Schlesinger (né en 1864), mathématicien allemand.
- 23 décembre : Rikitaro Fujisawa (né en 1861), mathématicien japonais.